# Maximilian Adam (Leuchtenberg)
Maximilian Adam (* 17. Oktober 1611; † 1. November 1646 in Nördlingen) war der letzte Landgraf von Leuchtenberg von 1621 bis 1646.
Zunächst in Würzburg und München (1621 Abschluss des Jesuitengymnasiums (heute Wilhelmsgymnasium München)) erzogen und ausgebildet übernahm Max Adam die Administration über die Leuchtenbergischen Lande erst 1628, die von Grünsfeld erst wieder 1631. Die Ehe des Landgrafen mit Maria Johanna von Helfenstein blieb kinderlos, der einzige Nachfolger starb bereits kurz nach der Geburt. Max Adam wechselte oft seinen Aufenthalt auf seinen Besitzungen, trotzdem konnte er den Durchmarsch von Kriegsvölkern nicht verhindern. Besonders verheerend waren die Piccolominischen Reiter 1636 und die Schweden 1641. Nach dieser vollständigen Zerstörung seiner Länder kam Max Adam als Kommandant der Stadt Nördlingen in kaiserliche Dienste und starb 1646 an Wassersucht. Damit war die Linie der Landgrafen von Leuchtenberg im Mannesstamm erloschen.
Nach dem Aussterben der Landgrafen von Leuchtenberg übernahm offiziell Albrecht VI., jüngerer Bruder des Bayernherzogs Maximilian I., die Regentschaft über die Landgrafschaft. Er nannte sich aber nicht Landgraf, sondern Herzog von Leuchtenberg. Die Anwartschaft auf das Lehen Leuchtenberg hatte er bereits 1636 erhalten. Die Stadt Pfreimd als kurpfälzisches Lehen fiel an Kurfürst Maximilian von Bayern. Die Herrschaft Grünsfeld fiel an das Hochstift Würzburg zurück. Die Grafschaft Roussy bekam Graf Karl von Manderscheid als luxemburgisches Lehen.